# Жоленц, Александр Алланович
Александр Алланович Жоленц — советский и американский физик, специалист в области физики ускорителей, автор около 300 опубликованных работ, кандидат физико-математических наук, лауреат премии Уилсона и премии Дитера Мёлля.

## Биография
Обучался в Новосибирском электро-техническом институте (НЭТИ, ныне НГТУ) в 1968-1973 годах. Далее работал в Институте ядерной физики СО АН СССР, специализируясь в ускорительной физике. В 1983 году защитил диссертацию к.ф.-м.н. на тему "Организация мест встречи пучков и получение светимости на накопителе ВЭПП-4". В 1992 году работал по приглашению в ЦЕРН. Далее переехал в США, с 1992 по 2010 годы работал в Национальной лаборатории имени Лоуренса в Беркли, а с 2010 года — в Аргоннской национальной лаборатории, где до 2017 года занимал пост директора ускорительного отдела на источнике синхротронного излучения Advanced Photon Source (APS). В 2025 году вышел на пенсию.

## Научная деятельность
Александр Жоленц наиболее известен своими работами по генерации ультракоротких (фемтосекундных) рентгеновских импульсов на базе синхротронного излучения электронных сгустков, а также концепции оптического стохастического охлаждения ионных пучков. Значительный вклад также сделан Жоленцем в области динамики пучков в накопителях и коллайдерах.

## Публикации
- A.A. Zholentz, L.M. Kurdadze, M.Yu. Lelchuk, S.I. Mishnev, S.A. Nikitin, E.V. Pakhtusova, V.V. Petrov, I.Ya. Protopopov, E.L. Saldin, V.A. Sidorov, A.N. Skrinsky, G.M. Tumaikin, A.G. Chilingarov, Yu.M. Shatunov, B.A. Shwartz, S.I. Eidelman, Yu.I. Eidelman. High precision measurement of the Ψ- and Ψ′-meson masses // Physics Letters B. — 1980. — Т. 96, вып. 1-2. — С. 214-216. — doi:10.1016/0370-2693(80)90247-6.
- A.L. Gerasimov, D.N. Shatilov, A.A. Zholents. Beam-beam effects with large dispersion function at the interaction point // Nucl.Instrum.Meth.A. — Т. 305, вып. 1. — С. 25-29. — doi:10.1016/0168-9002(91)90515-R.
- M.S. Zolotorev, A.A. Zholents. Transit-time method of optical stochastic cooling // Phys. Rev. E. — 1994. — Т. 50. — С. 3087-3091. — doi:10.1103/PhysRevE.50.3087.
- A.A. Zholents and M.S. Zolotorev. Femtosecond X-ray pulses of synchrotron radiation // Phys. Rev. Lett.. — 1995. — Т. 76. — С. 912. — doi:10.1103/PhysRevLett.76.912.
- A. Zholents, P. Heimann, M. Zolotorev, J. Byrd. Generation of subpicosecond X-ray pulses using RF orbit deflection // Nucl.Instrum.Meth.A. — 1999. — Т. 425, вып. 1-2. — С. 385-389. — doi:10.1016/S0168-9002(98)01372-2.
- A. Zholents and M. Zolotorev, W. Wan. Optical stochastic cooling of muons // Phys. Rev. ST Accel. Beams. — 2001. — Т. 4. — С. 031001. — doi:10.1103/PhysRevSTAB.4.031001.
- Alexander A. Zholents and William M. Fawley. Proposal for Intense Attosecond Radiation from an X-Ray Free-Electron Laser // Phys. Rev. Lett. — 2004. — Т. 92. — С. 224801. — doi:10.1103/PhysRevLett.92.224801.
- Alexander A. Zholents. Method of an enhanced self-amplified spontaneous emission for x-ray free electron lasers // Phys. Rev. ST Accel. Beams. — 2005. — Т. 8. — С. 040701. — doi:10.1103/PhysRevSTAB.8.040701.
- Erik Hemsing, Gennady Stupakov, Dao Xiang, Alexander Zholents. Beam by design: Laser manipulation of electrons in modern accelerators // Rev. Mod. Phys.. — 2014. — Т. 86. — С. 897. — doi:10.1103/RevModPhys.86.897.

## Награды
- Премия Дитера Мёлля (2023)
- Премия Роберта Уилсона (2025)